# Las Estacas, San Luis Potosí
Las Estacas är en ort i Mexiko.   Den ligger i kommunen Tamazunchale och delstaten San Luis Potosí, i den sydöstra delen av landet, 200 km norr om huvudstaden Mexico City. Las Estacas ligger 139 meter över havet och antalet invånare är 434.
Terrängen runt Las Estacas är varierad. Runt Las Estacas är det ganska tätbefolkat, med 56 invånare per kvadratkilometer. Närmaste större samhälle är Tamazunchale, 2,7 km nordväst om Las Estacas. I omgivningarna runt Las Estacas växer huvudsakligen savannskog.